# كريستيان ريوس
كريستيان ريوس (بالإسبانية: Cristian Ríos)‏ هو لاعب كرة قدم أرجنتيني، ولد في 18 يوليو 1980 في سانتا في في الأرجنتين. لعب مع بوكا جونيورز.

## وصلات خارجية
- كريستيان ريوس على موقع قاعدة بيانات كرة القدم.إي يو (الإنجليزية)
- كريستيان ريوس على موقع Soccerway.com (الإنجليزية)